# Andrea Schiavone

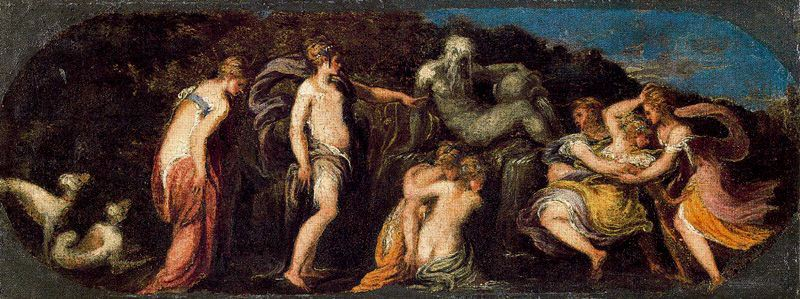
Diana y Calisto

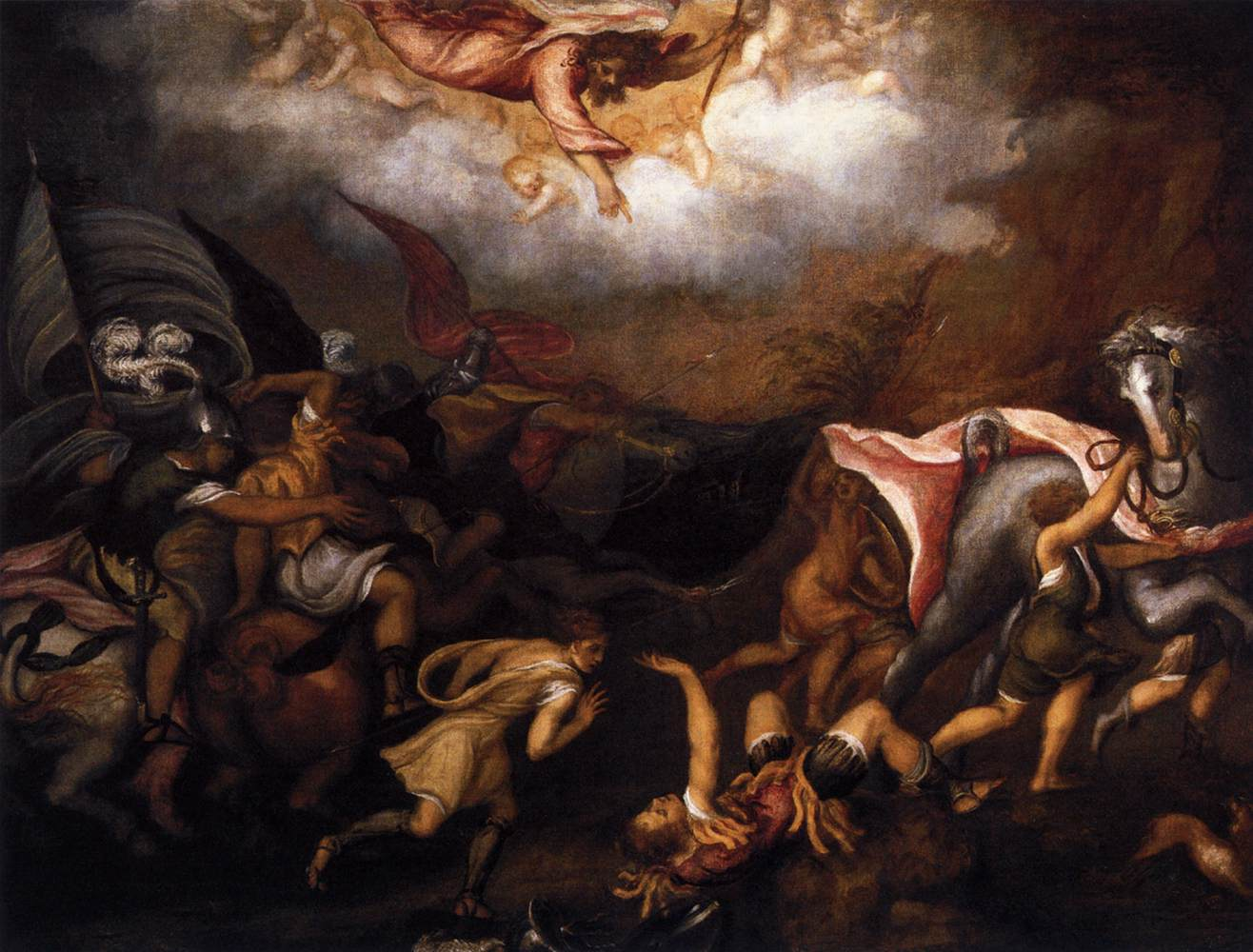
Conversión de San Pablo, Fondazione Querini Stampaglia, Venecia

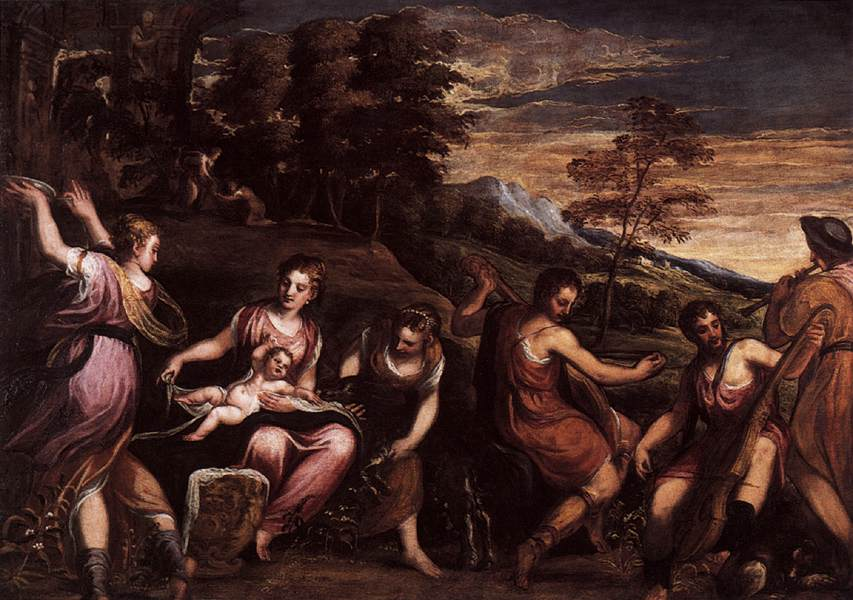
Infancia de Júpiter, colección particular

Andrija Medulić (italianizado Andrea Meldolla), conocido como Andrea Schiavone o Andrea Lo Schiavone (Zara, 1510 - Venecia, 1 de diciembre de 1563) fue un pintor de origen italiano, nacido en Dalmacia, por entonces territorio de la República de Venecia, que estuvo activo en la época del Renacimiento veneciano.

## Biografía
Perteneció a una familia que, aunque establecida en Dalmacia, tenía sus orígenes en la población de Meldola, en la región de la Romagna. Parece que comenzó como aprendiz del pintor Morto da Feltre, por entonces establecido en Zara. Según otras versiones se formó en el taller veneciano de Bonifazio Veronese.
A finales de la década de 1530 ya le encontramos establecido en Venecia como artista autónomo. Sus primeras obras datadas son de 1538-40, y presentan una fuerte influencia del Parmigianino y los manieristas de Italia central.
Schiavone representa uno de los más válidos ejemplos de síntesis entre las innovaciones manieristas y la tradición pictórica veneciana. Partiendo del colorido de Tiziano, lo lleva a sus últimas consecuencias, dándole un sentido meramente ornamental y totalmente arbitrario. Artista de personalidad muy definida, supo utilizar su conocimiento de la obra de Parmigianino para traducirlo en un estilo más cromático y de trazos menos dibujísticos, llegando más lejos en su atrevimiento que la mayoría de sus colegas vénetos. Con el tiempo se acercará a la manera de hacer de Tintoretto, el otro gran manierista veneciano.
En una fase más avanzada de su carrera, se dejará influir por la obra más manierista de Jacopo Bassano y sobre todo, por el gran estilo de Tiziano, sin perder su punto de artifiosidad que le es característico.
Como grabador, su formación parece haber sido eminentemente autodidacta, aunque comenzando a trabajar a partir de obras de Parmigianino.